# Panther Racing
Panther Racing was een Amerikaans raceteam dat deelnam aan de IndyCar Series. Het werd in 1997 opgericht door zes mensen met een verschillende achtergrond. Vanaf 1998 nam het team deel aan de IndyCar Series. De Amerikaanse coureur Sam Hornish Jr. won in 2001 en 2002 het kampioenschap voor het team.
In 2009 en 2010 reed de Britse coureur Dan Wheldon het kampioenschap. Vanaf 2011 reed J.R. Hildebrand voor het team.
Kampioenschapstitels
- 2001  Sam Hornish Jr.
- 2002  Sam Hornish Jr.

## Coureurs
- Scott Goodyear (1998-2000)
- Dave Steele (1998-1999)
- Sam Hornish Jr. (2001-2003)
- Robby McGehee (2003)
- Billy Boat (2003)
- Mark Taylor (2004)
- Townsend Bell (2004-2005)
- Tomas Scheckter (2004-2005)
- Tomáš Enge (2005)
- Buddy Lazier (2005)
- Vitor Meira (2006-2008)
- Kosuke Matsuura (2007)
- Hideki Mutoh (2007)
- John Andretti (2007)
- Scott Sharp (2009)
- Ed Carpenter (2010)
- Dan Wheldon (2002, 2009-2010)
- Buddy Rice (2011)
- J.R. Hildebrand (2011-2013)
- Oriol Servia (2013)
- Carlos Munoz (2013)
- Townsend Bell (2013)
- Ryan Briscoe (2013)

## Indy Lights series
Het team zette ook wagens in in het Indy Lights series. In 2003 won de Britse coureur Mark Taylor het kampioenschap. In 2009 reden de Britse piloten Martin Plowman en Pippa Mann het kampioenschap.